# Jill Stein
Jill Ellen Stein, född 14 maj 1950 i Chicago, Illinois, är en amerikansk läkare och politiker.  
Hon har ställt upp som presidentkandidat för Green Party 2012, 2016 och hon ställer även upp som presidentkandidat för Green Party i det amerikanska presidentvalet 2024.

## Politisk karriär
Åren 2002 och 2010 kandiderade Stein i guvernörsvalet i delstaten Massachusetts. 
Hon ställde upp som presidentkandidat för Green Party i presidentvalet 2012. I valet fick Stein 469,015 röster (0,36%), vilket gjorde henne till den dittills mest framgångsrika kvinnliga presidentkandidaten i USA:s historia. Hon kandiderade en andra gång i USA:s presidentval 2016.
Den 9 november 2023 tillkännagav Stein att hon kandiderar i Presidentvalet i USA 2024. Hon listade som viktiga prioriteringar att arbeta mot krig, för the Green New Deal och tillgång till sjukvård och att stoppa det som hon kallade "folkmord i Gazaremsan". Hon blockerades senare på Instagram och Facebook för sina kommentarer om situationen i Palestina.

## Politik
Stein förespråkade en Green New Deal i sina kampanjer 2012 och 2016, där jobb inom förnybar energi skulle skapas för att ta itu med den globala uppvärmningen och miljöfrågor. Målet skulle vara att anställa "alla amerikaner som vill och kan arbeta".
Stein förespråkar en nedrustningspolitik och en minskning av den amerikanska militärbudgeten. Under kampanjerna 2012 och 2016 sade hon att hon vill använda delar av försvarets budget för att satsa på förnyelsebara energislag och att USA ska vara helt fossilfritt 2030.
Hon har förespråkat gratis högre utbildning och arbetat för att minska studieskuld i USA.
Stein har varit kritisk till Wi-Fi bland barn och anser att det bör användas med försiktighet på skolor, med motiveringen att forskarvärlden inte fullständigt kunnat klargöra vilka hälsoeffekter som Wi-Fi kan komma att få på barn. I en intervju med Los Angeles Times klargjorde Stein att hennes uttalanden om Wi-Fi "inte var ett policyuttalande".
Stein har uttalat sig kritiskt mot tvåpartisystemet i USA.